# Lotnisko Radom-Piastów
Lotnisko Radom-Piastów (kod ICAO: EPRP) – lotnisko sportowe znajdujące się w Piastowie koło Radomia.
Powstało w latach międzywojennych, jako zapasowe dla szkoły lotniczej w Radomiu-Sadkowie. Pod koniec wojny zostało zniszczone przez wycofujących się hitlerowców poprzez zdetonowanie licznych ładunków zakopanych w ziemi.
Obecnie jest to siedziba Aeroklubu Radomskiego. W 2006 lotnisko Radom-Piastów było współorganizatorem (wraz z lotniskiem Radom-Sadków) Mistrzostw Świata w akrobacji samolotowej. W 2008 lotnisko organizowało samodzielnie Mistrzostwa Europy, a następnie Mistrzostwa Świata w akrobacji szybowcowej. W 2009 samodzielnie zorganizowało Mistrzostwa Europy w Akrobacji Samolotowej w klasie Advanced.
Planowana jest budowa betonowego pasa startowego o długości 600–900 m oraz infrastruktury towarzyszącej.